# Egypten i olympiska sommarspelen 2000
Egypten deltog i de olympiska sommarspelen 2000 med en trupp bestående av 89 deltagare, men ingen av landets deltagare erövrade någon medalj.

## Boxning
Lätt flugvikt
- Rezkalla Mohamed Abdelaehim
  - Omgång 1 — Förlorade mot Brahim Asloum från Frankrike (gick inte vidare)

Lätt weltervikt
- Saleh Maksoud
  - Omgång 1 — Bye
  - Omgång 2 — Defeated Vyacheslav Senchenko från Ukraina
  - Kvartsfinal — Förlorade mot Diógenes Luña från Kuba (gick inte vidare)

Weltervikt
- Fadel Showban
  - Omgång 1 — Förlorade mot Dante Craig från USA (gick inte vidare)

Lätt mellanvikt
- Hekal Mohamed Abdelmawgod
  - Omgång 1 — Bye
  - Omgång 2 — Besegrade In-Joon Song från South Korea
  - Kvartsfinal — Förlorade mot Pornchai Thongburan från Thailand (gick inte vidare)

Mellanvikt
- Ramadan Yasser
  - Omgång 1 — Förlorade mot Jung-Bin Im från Sydkorea (gick inte vidare)

Tungvikt
- Amro Mostafa Mahmoud
  - Omgång 1 — Bye
  - Omgång 2 — Förlorade mot Vladimir Tchantouria från Georgien (gick inte vidare)

Supertungvikt
- Ahmed Abdel Samad
  - Omgång 1 — Bye
  - Omgång 2 — Förlorade mot Rustam Saidov från Uzbekistan (gick inte vidare)

## Bågskytte
| Herrarnas individuella |                  |                                |         |
|                        | Essam Sayed      |                                |         |
| Sextondelsfinal        | Förlorade mot to | Stanislav Zabrodskiy Kazakstan | 166-149 |

## Cykling
Landsväg
Herrarnas tempolopp
- Amr El Nady
  1. Final - 1:03:18 (36:e plats)

Herrarnas linjelopp
- Mahmoud Abbas
  1. Final - DNF

- Mohamed Abdel Fattan
  1. Final - DNF

- Mohamed Kholafy
  1. Final - DNF

- Amr El Nady
  1. Final - DNF

## Friidrott
Herrarnas längdhopp
- Hatem Mersal
  1. Kval - 7.59 (gick inte vidare)

Herrarnas maraton
- Ahmed Abdelmougod Solimon
  1. Final - 2:22:47 (47:e plats)

## Fäktning
Herrarnas florett
- Tamer Mohamed Tahoun

Herrarnas värja
- Muhannad Saif El-Din

Herrarnas sabel
- Mahmoud Samir

Damernas florett
- Shaimaa El-Gammal

Damernas värja
- May Moustafa

## Handboll
Herrar
Gruppspel
| Lag         | Pld | W | D | L | GF  | GA  | GD  | Poäng |
| ----------- | --- | - | - | - | --- | --- | --- | ----- |
| Ryssland    | 5   | 4 | 0 | 1 | 129 | 121 | +8  | 8     |
| Tyskland    | 5   | 3 | 1 | 1 | 128 | 113 | +15 | 7     |
| Jugoslavien | 5   | 3 | 0 | 2 | 130 | 127 | +3  | 6     |
| Egypten     | 5   | 3 | 0 | 2 | 122 | 115 | +7  | 6     |
| Sydkorea    | 5   | 1 | 1 | 3 | 128 | 131 | –3  | 3     |
| Kuba        | 5   | 0 | 0 | 5 | 128 | 158 | –30 | 0     |

Slutspel
|  | Kvartsfinaler | Kvartsfinaler |          |         | Semifinaler | Semifinaler |  |  | Final | Final |
|  |               |               |          |         |             |             |  |  |       |       |
|  |               |               |          |         |             |             |  |  |       |       |
|  |               |               |          |         |             |             |  |  |       |       |
|  | Ryssland      | 33            |          |         |             |             |  |  |       |       |
|  | Ryssland      | 33            |          |         |             |             |  |  |       |       |
|  | Slovenien     | 22            |          |         |             |             |  |  |       |       |
|  | Slovenien     | 22            | Ryssland | 29      |             |             |  |  |       |       |
|  |               |               | Ryssland | 29      |             |             |  |  |       |       |
|  |               | Jugoslavien   | 26       |         |             |             |  |  |       |       |
|  | Frankrike     | Jugoslavien   | 26       | 21      |             |             |  |  |       |       |
|  | Frankrike     |               |          | 21      |             |             |  |  |       |       |
|  | Jugoslavien   | 26            |          |         |             |             |  |  |       |       |
|  | Jugoslavien   | 26            | Ryssland | 28      |             |             |  |  |       |       |
|  |               |               | Ryssland | 28      |             |             |  |  |       |       |
|  |               | Sverige       | 26       |         |             |             |  |  |       |       |
|  | Tyskland      | Sverige       | 26       | 26      |             |             |  |  |       |       |
|  | Tyskland      |               |          | 26      |             |             |  |  |       |       |
|  | Spanien       | 27            |          |         |             |             |  |  |       |       |
|  | Spanien       | 27            | Spanien  | 25      | Bronsmatch  | Bronsmatch  |  |  |       |       |
|  |               |               | Spanien  | 25      | Bronsmatch  | Bronsmatch  |  |  |       |       |
|  |               | Sverige       | 32       |         |             |             |  |  |       |       |
|  | Sverige       | Sverige       | 32       | 27      | Jugoslavien | 22          |  |  |       |       |
|  | Sverige       |               |          | 27      | Jugoslavien | 22          |  |  |       |       |
|  | Egypten       | 23            |          | Spanien | 26          |             |  |  |       |       |
|  | Egypten       | 23            |          |         | 26          |             |  |  |       |       |
|  |               |               |          |         |             |             |  |  |       |       |
|  |               |               |          |         |             |             |  |  |       |       |